# جوشکاری با امواج مافوق صوت
جوشکاری اولتراسونیک
جوشکاری اولتراسونیک روشی متداول و فراگیر در کشورهای پیشرفته و صنعتی برای جوشکاری عمدتاً قطعات پلاستیکی و بعضاً قطعات فلزات بوده و در دسته‌بندی روشهای جوش کاری زیر مجموعه روش جوشکاری با گرم کردن داخلی مکانیکی می‌باشد. همچون سایر روشهای جوشکاری مراحل پنجگانه جوشکاری در اینجا نیز وجود دارد:
۱)آماده‌سازی سطح یا Surface Preparation شامل تمیز کاری و براده برداری: وجود آلودگی و لبه‌های اضافی باعث افت کیفیت جوشکاری خواهد شد.
۲) گرم کردن یا Heating: از انرژی امواج فراصوت با فرکانس‌های بالا ۲۰ تا ۷۰ کیلوهرتز برای این منظور استفاده می‌گیرد.
۳) فشردن یا Pressing: وقتی دو قطعه کار به قدر کافی گرم شوند باید به یکدیگر فشرده شوند. این فشار با کمک سیستم پنوماتیک و هورن (شیپوره) دستگاه‌های جوشکاری تأمین می‌شود.
۴) آمیزش بین مولکولی یا Intermolecular Diffusion: تماس دو قطعه کار گرم شده و در آستانه ذوب با یکدیگر و فشار وارده بر آنها فرصت را برای آمیزش مولکولهای دو قطعه کار در یکدیگر فراهم می‌آورد.
۵) خنک کردن یا Cooling: انجماد و سرد شدن محل جوشکاری آخرین مرحله بوده که در این مرحله پلیمرهای نیمه کریستالی ساختار کریستالی خود را و پلیمرهای آمورف نیز ساختار خاص خود را در قبل از عملیات جوشکاری به دست خواهند آورد. در این مرحله تنشهای پسماند و اعوجاج در قطعه کار محتمل است.
در این روش مراحل ۲ و ۳ و ۴ تقریباً همزمان و در کسری از ثانیه صورت می‌گیرد و قطعه کار بلافاصله سرد می‌شود.
موفقیت جوش به طراحی مناسب اجزا و مناسب بودن موادی که جوش داده می‌شوند بستگی دارد.
از آنجا که جوشکاری اولتراسونیک بسیار سریع است (کمتر از ۱ ثانیه) و قابلیت اتوماسیون دارد به طور وسیع از آن در صنعت استفاده می‌شود. برای تضمین سلامت جوش طراحی مناسب اجزا بخصوص فیکسچرها لازم است. با طراحی مناسب از این روش می‌توان در تولید انبوه استفاده کرد.

## تجهیزات
یک ماشین جوشکاری اولتراسونیک شامل اجزای زیر است: یک منبع تغذیه، یک مبدل فراصوت، یک آمپلی فایر تقویت کننده به نام بوستر، یک وسیله هدایت امواج فراصوت به نام شیپوره (horn)
منبع تغذیه فرکانس برق شهر ۵۰–۶۰ هرتز را به ۲۰–۷۰ کیلو هرتز می‌رساند. این انرژی به مبدل می‌رود و در مبدل دیسک پیزو الکتریک موج الکتریک با فرکانس بالا به ارتعاشات مکانیکی (امواج اولتراسونیک) با فرکانس بالا تبدیل می‌شود. اغلب ماشین‌های اولتراسونیک در فرکانسی بالاتر از ۲۰ کیلو هرتز کار می‌کنند و صدایی تولید می‌کنند که شبیه یک سوت بوده که می‌تواند برای اوپراتور در دراز مدت تولید مزاحمت و اذیت کند لذا توجه به میزان دسی بل صدای این دستگاه‌ها بسیار مهم است. امروزه شرکتهای معتبر اروپایی هزینه‌های بسیار زیادی را صرف تحقیق و توسعه محصولات خود نموده‌اند تا علاوه بر افزایش راندمان و کیفیت جوشکاری دستگاه‌های خود این صداهای مزاحم را در حد بسیار زیادی کاهش دهند. امواج تولید شده در مبدل به بوستر رفته و دامنه آن تا حد دلخواه افزایش پیدا می‌کند و سپس در شیپوره (که یک وسیله صوتی مکانیکی است) امواج صوتی مستقیماً به قطعه کار منتقل می‌شود. همچنین شیپوره نقش اعمال فشار بر روی قطعه را نیز بر عهده دارد. بعد از انتقال امواج صوت به قطعه کار در منطقه اتصال در اثر اصطکاک زیاد ناشی از جنبش مولکولی سطوح دو قطعه کار این انرژی تبدیل به گرما شده و باعث نرم شدن و ذوب پلاستیک و به وجود آمدن شرایط جوشکاری می‌شود.

## مزایا و محدودیتها
مزایای این روش عبارت‌اند از:
- امکان جوشکاری قطعات بسیار پیچیده، ظریف و حساس
- ناحیه متأثر از حرارت بسیار کوچک
- زمان پایین جوشکاری (کسری از ثانیه تا چند ثانیه)
- کیفیت و استحکام بالای جوش
- عدم نیاز به ماده افزودنی
- دقت بالای جوشکاری
- هزینه پایین جوش
- عدم ایجاد آلودگی و سازگاری با محیط زیست
- راندمان بالا
- سهولت در اتوماسیون

مهم‌ترین محدودیت این روش محدودیت در انرژی اعمالی و کوچک بودن عرض شیپوره (کمتر از ۲۵۰ میلی‌متر) است و در نتیجه طول جوشی که به وجود می‌آید کوچک است.
موارد استفاده از جوش التراسونیک ترموپلاستیک‌ها:
- جوشکاری ساده یک اتصال
- جاسازی یک قطعه در قطعه‌ای دیگر همراه با اتصال بین آن دو
- جوش نقطه‌ای ورق‌ها و صفحات پلاستیکی
- کاشت مغزی‌های فلزی در داخل قطعات پلاستیکی
- دوخت پارچه‌ها و فیلمهای با پایه پلاستیکی

### صنایعی که این نوع جوشکاری در آن کاربرد دارد:
- استفاده در صنعت الکتریک و الکترونیک
- استفاده در صنعت بسته‌بندی
- استفاده در صنعت اتومبیل سازی
- استفاده در صنعت پزشکی و تجهیزات پزشکی
- استفاده در صنعت اسباب بازی

## کاربردها
- اتصال قطعات پلیمری همجنس و غیر همجنس
- اتصال قطعات فلزی نازک همجنس و غیر همجنس
- اتصال قطعات فلزی به قطعات سرامیکی و شیشه
- اتصال قطعات فلزی به قطعات پلیمری
- کاربرد در صنایع خودرو سازی
- کاربرد در صنایع بسته بندی